# Miconia cauingia
Miconia cauingia är en tvåhjärtbladig växtart som beskrevs av James Francis Macbride. Miconia cauingia ingår i släktet Miconia och familjen Melastomataceae. Inga underarter finns listade i Catalogue of Life.